# Unione internazionale di chimica pura e applicata
L'Unione internazionale di chimica pura e applicata (acronimo UICPA; in inglese International Union of Pure and Applied Chemistry, acronimo IUPAC) è un'organizzazione non governativa internazionale dedita al progresso della chimica, costituita nel 1919 a Londra.
Possono divenire membri le Società Chimiche nazionali, le Accademie scientifiche e altre organizzazioni chimiche. Al 2018 risultano iscritte oltre 55 nazioni, 31 organizzazioni associate, 58 aziende associate, e alcune migliaia di persone come membri e volontari individuali.
La sede internazionale della IUPAC si trova a Zurigo, in Svizzera, mentre gli uffici amministrativi e di segreteria, conosciuti con il nome di IUPAC Secretariat, hanno sede nel Research Triangle Park, nella Carolina del Nord, Stati Uniti dove ha la sua sede anche il direttore esecutivo.

## Attività
La IUPAC opera in accordo e armonizza la propria nomenclatura e terminologia, ove necessario, con la IUPAP e l'ISO e adotta il Sistema internazionale di unità di misura. È un'autorità riconosciuta che si riunisce periodicamente per aggiornare le regole riguardanti la nomenclatura chimica degli elementi e dei composti, attraverso il Comitato interdivisionale per la nomenclatura e i simboli. È inoltre membro del Consiglio internazionale per le scienze (ICSU).
Anche se la IUPAC è conosciuta soprattutto per la sua attività di standardizzazione della nomenclatura chimica, essa si occupa anche intensamente di attività editoriali in molti campi della chimica, della biologia e della fisica. Tra i lavori importanti sono da citare la standardizzazione dei nomi della sequenza base dei nucleotidi e la pubblicazione di libri per le scienze ambientali, chimiche e fisiche; essa mantiene anche un ruolo guida nell'attività di miglioramento dell'educazione scientifica.
La IUPAC si occupa anche della standardizzazione dei pesi atomici degli elementi attraverso il più antico dei suoi comitati, la Commission on Isotopic Abundances and Atomic Weights.

## Storia

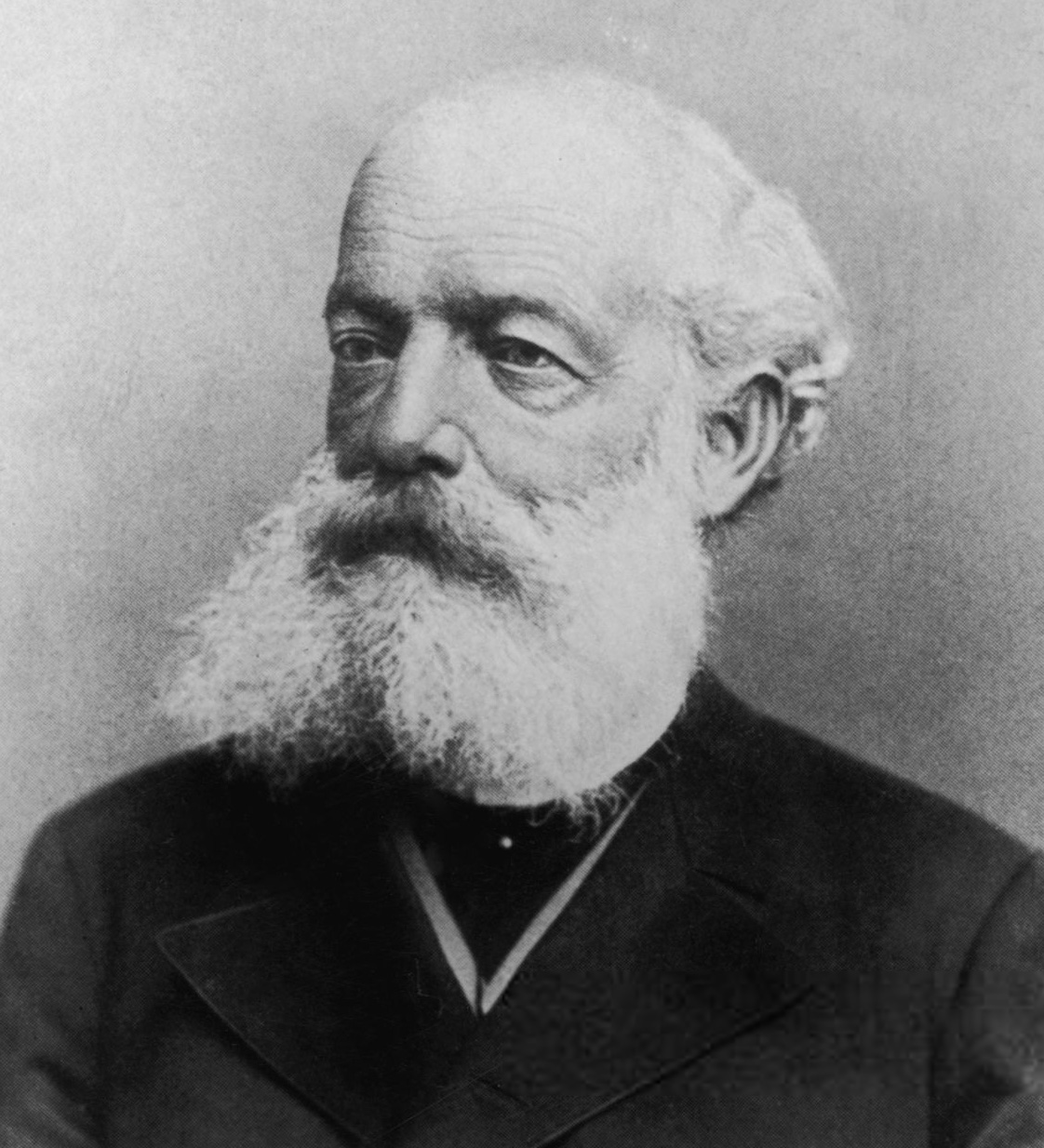
Friedrich August Kekulé von Stradonitz

Nel 1860 il chimico tedesco Friedrich August Kekulé von Stradonitz evidenziò per primo la necessità di avere degli standard internazionali per la chimica. Questa proposta sfociò nella prima conferenza internazionale per la nomenclatura dei composti organici. Le idee formulate in quella conferenza evolsero successivamente nella Nomenclatura IUPAC dei composti organici, facendo diventare la IUPAC la più importante collaborazione internazionale tra le società chimiche con la responsabilità di mantenere e aggiornare la nomenclatura ufficiale dei composti chimici.
La IUPAC fu ufficialmente fondata nel 1919, rimpiazzando il precedente International Congress of Applied Chemistry for the advancement of chemistry. La prima conferenza si tenne a Roma nel giugno del 1920.
La Germania ne fu inizialmente esclusa per l'opposizione delle potenze alleate che avevano vinto la prima guerra mondiale; venne in seguito ammessa nel 1929, ma esclusa nuovamente durante la seconda guerra mondiale. Con la fine del conflitto, fu ammessa la Germania Ovest.

## Comitati e gestione
L'organizzazione è articolata al suo interno in vari comitati che hanno differenti responsabilità e che si occupano di specifici progetti tra cui la standardizzazione della nomenclatura, lo sviluppo della chimica nel mondo, e l'attività editoriale. I comitati sono attualmente i seguenti:
- Bureau
- CHEMRAWN (Chem Research Applied to World Needs) Committee
- Committee on Chemistry Education
- Committee on Chemistry and Industry
- Committee on Printed and Electronic Publications
- Evaluation Committee
- Executive Committee
- Finance Committee
- Interdivisional Committee on Green Chemistry for Sustainable Development
- Interdivisional Committee on Terminology, Nomenclature and Symbols
- Project Committee
- Pure and Applied Chemistry Editorial Advisory Board.

Ogni comitato è composto da membri provenienti dai vari paesi delle National Adhering Organizations.
La gerarchia del comitato di gestione prevede le seguenti norme:
1. A tutti i comitati viene assegnato un budget che deve essere rispettato.
2. Ogni comitato può dare il via a un progetto.
3. Se le spese per un progetto eccedono le capacità di finanziamento del comitato, la questione deve essere portata al Project Committee.
4. Il Project Committee può aumentare il budget o varare un piano per il finanziamento esterno.
5. Il Bureau e l'Executive Committee sovraintendono alle operazioni degli altri comitati.

## Nomenclatura
Il comitato sulla nomenclatura ha storicamente l'incarico ufficiale di definire la denominazione dei prodotti chimici organici e inorganici. La nomenclatura IUPAC è sviluppata in modo che per ogni composto sia possibile definirne il nome seguendo delle regole standard ed evitando la duplicazione dei nomi.
La prima pubblicazione sull'argomento è stata la nota informativa del Congresso Internazionale di Chimica Applicata; riguardava la Nomenclatura IUPAC dei composti organici ed è reperibile nel testo A Guide to IUPAC Nomenclature of Organic Compounds (1900).

## Pubblicazioni
L'attività editoriale della IUPAC si esplica sia in pubblicazioni che fanno parte di una serie, come pure di testi isolati.

### Pubblicazioni non parti di una serie
- Principles and Practices of Method Validation
- Fundamental Toxicology

### Serie di testi di Termodinamica Sperimentale
La serie di testi di Termodinamica Sperimentale approfondisce vari aspetti sull'argomento. I libri finora pubblicati sono i seguenti:
- Measurement of the Transport Properties of Fluids
- Solution Calorimetry
- Equations of State for Fluids and Fluid Mixtures Part I
- Measurement of the Thermodynamic Properties of Single Phases
- Measurement of the Thermodynamic Properties of Multiple Phases

### Serie di testi sulla chimica-fisica e chimica analitica dei sistemi ambientali
- Atmospheric Particles
- Environmental Colloids and Particles: Behaviour, Separation and Characterisation
- Biophysical Chemistry of Fractal Structures and Processes in Environmental Systems
- Interactions Between Soil Particles and Microorganisms: Impact on the Terrestrial Ecosystem
- The Biogeochemistry of Iron in Seawater
- In Situ Monitoring of Aquatic Systems: Chemical Analysis and Speciation
- Structure and Surface Reactions of Soil Particles
- Metal Speciation and Bioavailability in Aquatic Systems, Series on Analytical and Physical Chemistry of Environmental Systems Vol. 3
- Physicochemical Kinetics and Transport at Biointerfaces

### Libri con copertina colorata e collegamenti web per la nomenclatura
La IUPAC adotta un codice di colori per le copertine dei suoi libri più importanti in modo da rendere facilmente riconoscibili gli argomenti delle pubblicazioni.
| Titolo                                                    | Descrizione |
| --------------------------------------------------------- | --- |
| Compendium of Analytical Nomenclature                     | Noto come The Orange Book, il Compendium of Analytical Nomenclature copre pressoché tutta la nomenclatura IUPAC dei composti organici e quella dei composti inorganici. La prima edizione risale al 1978, la seconda al 1987 e la terza al 1992. |
| Pure and Applied Chemistry (rivista)                      | Pure and Applied Chemistry è il mensile ufficiale della IUPAC. La sua creazione fu proposta al meeting di Parigi del 1957; nel 1959 fu formato il comitato editoriale e le pubblicazioni iniziarono nel 1960. |
| Compendium of Chemical Terminology                        | Il Compendium of Chemical Terminology, è noto come The Gold Book dal colore della copertina, che a sua volta deriva dal fatto che il suo primo compilatore fu il chimico Victor Gold. Il testo compendia nomi e terminologia già trattata nella rivista Pure and Applied Chemistry. La prima edizione risale al 1987 come una semplice compilazione di quanto già precedentemente pubblicato. La seconda edizione del 1997 introdusse una profonda revisione portò il libro a includere oltre settemila termini. In occasione di questa edizione, uno specifico progetto IUPAC produsse anche una versione XML del testo che permette anche la modifica di parti del testo. |
| IUPAC Nomenclature of Organic Chemistry (versione online) | Noto come The Blue Book, la IUPAC Nomenclature of Organic Chemistry, è il sito web pubblicato dall'Advanced Chemistry Department Incorporated con autorizzazione della IUPAC. Il sito è in pratica un compendio di quanto pubblicato nei libri A Guide to IUPAC Nomenclature of Organic Compounds e Nomenclature of Organic Chemistry. |

## Anno internazionale della chimica

Logo dell'Anno internazionale della chimica

Nell'agosto del 2007, durante la sua assemblea generale a Torino la IUPAC approvò una risoluzione per far dichiarare il 2011 come Anno internazionale della chimica. Poco meno di un anno dopo, nell'aprile 2008, l'Executive Board dell'UNESCO, su proposta dell'Etiopia, approvò la risoluzione di appoggio a questa proposta che fu infine adottata dall'Assemblea generale delle Nazioni Unite nel dicembre 2008.
L'obiettivo principale dell'Anno internazionale della chimica era di aumentare l'apprezzamento pubblico e l'interesse mondiale per la chimica e per i miglioramenti da essa apportati alla vita quotidiana.

## Presidenti IUPAC
I presidenti IUPAC sono eletti dal Consiglio durante l'Assemblea Generale. Di seguito è riportato l'elenco dei presidenti IUPAC dalla fondazione nel 1919 a oggi.
| Mandato   | Presidente                        | Nazionalità      |
| --------- | --------------------------------- | ---------------- |
| 1920-1922 | Charles Moureu                    | Francia          |
| 1923-1925 | William Jackson Pope              | Regno Unito      |
| 1926-1928 | Ernst Julius Cohen                | Paesi Bassi      |
| 1928-1934 | Einar Biilman                     | Danimarca        |
| 1934-1938 | Nicola Parravano                  | Italia           |
| 1938-1947 | Marston Taylor Bogert             | Stati Uniti      |
| 1947-1951 | Hugo Rudolph Kruyt                | Paesi Bassi      |
| 1951-1955 | Arne Tiselius                     | Svezia           |
| 1955-1959 | Arthur Stoll                      | Svizzera         |
| 1959-1963 | William Albert Noyes Jr.          | Stati Uniti      |
| 1963-1965 | Alexander Robertus Todd           | Regno Unito      |
| 1965-1967 | Wilhelm Klemm                     | Germania         |
| 1967-1969 | V.N. Kondratiev                   | Unione Sovietica |
| 1969-1971 | Albert Lloyd George Rees          | Australia        |
| 1971-1973 | Jacques Bénard                    | Francia          |
| 1973-1975 | Harold Warris Thompson            | Regno Unito      |
| 1975-1977 | Robert W. Cairns                  | Stati Uniti      |
| 1977-1979 | Georges Smets                     | Belgio           |
| 1979-1981 | Heinrich Zollinger                | Svizzera         |
| 1981-1983 | Saburo Nagakura                   | Giappone         |
| 1983-1985 | William George Schneider          | Canada           |
| 1985-1987 | Chintamani Nagesa Ramachandra Rao | India            |
| 1987-1989 | Valentin Koptyug                  | Unione Sovietica |
| 1989-1991 | Yves Jeannin                      | Francia          |
| 1991-1993 | Allen Bard                        | Stati Uniti      |
| 1993-1995 | Kiril Zamaraev                    | Russia           |
| 1996-1997 | Albert E. Fischli                 | Svizzera         |
| 1998-1999 | Joshua Jortner                    | Israele          |
| 2000-2001 | Alan Hayes                        | Regno Unito      |
| 2002-2003 | Pieter Streicher Steyn            | Sudafrica        |
| 2004-2005 | Leiv Kristen Sydnes               | Norvegia         |
| 2006-2007 | Bryan Henry                       | Canada           |
| 2008-2009 | Jung-Il Jin                       | Corea del Sud    |
| 2010-2011 | Nicole J. Moreau                  | Francia          |
| 2012-2013 | Kazuyuki Tatsumi                  | Giappone         |
| 2014-2015 | Mark C. Cesa                      | Stati Uniti      |
| 2016-2017 | Natalia Tarasova                  | Russia           |
| 2018-2019 | Qi-Feng Zhou                      | Cina             |
| 2020-2021 | Christopher M.A. Brett            | Portogallo       |
| 2022-2023 | Javier García-Martínez            | Spagna           |
| 2024-2025 | Ehud Keinan                       | Israele          |